# Yas Marina Circuit
A Yas Marina Circuit egy autó-versenypálya Abu-Dzabitól nem messze, az Egyesült Arab Emírségekben. 2009-től ezen a pályán rendezik a Formula–1 abu-dzabi nagydíjat. A pályát a német Hermann Tilke tervezte és az arab Aldar Properties volt a kivitelező.

## Története

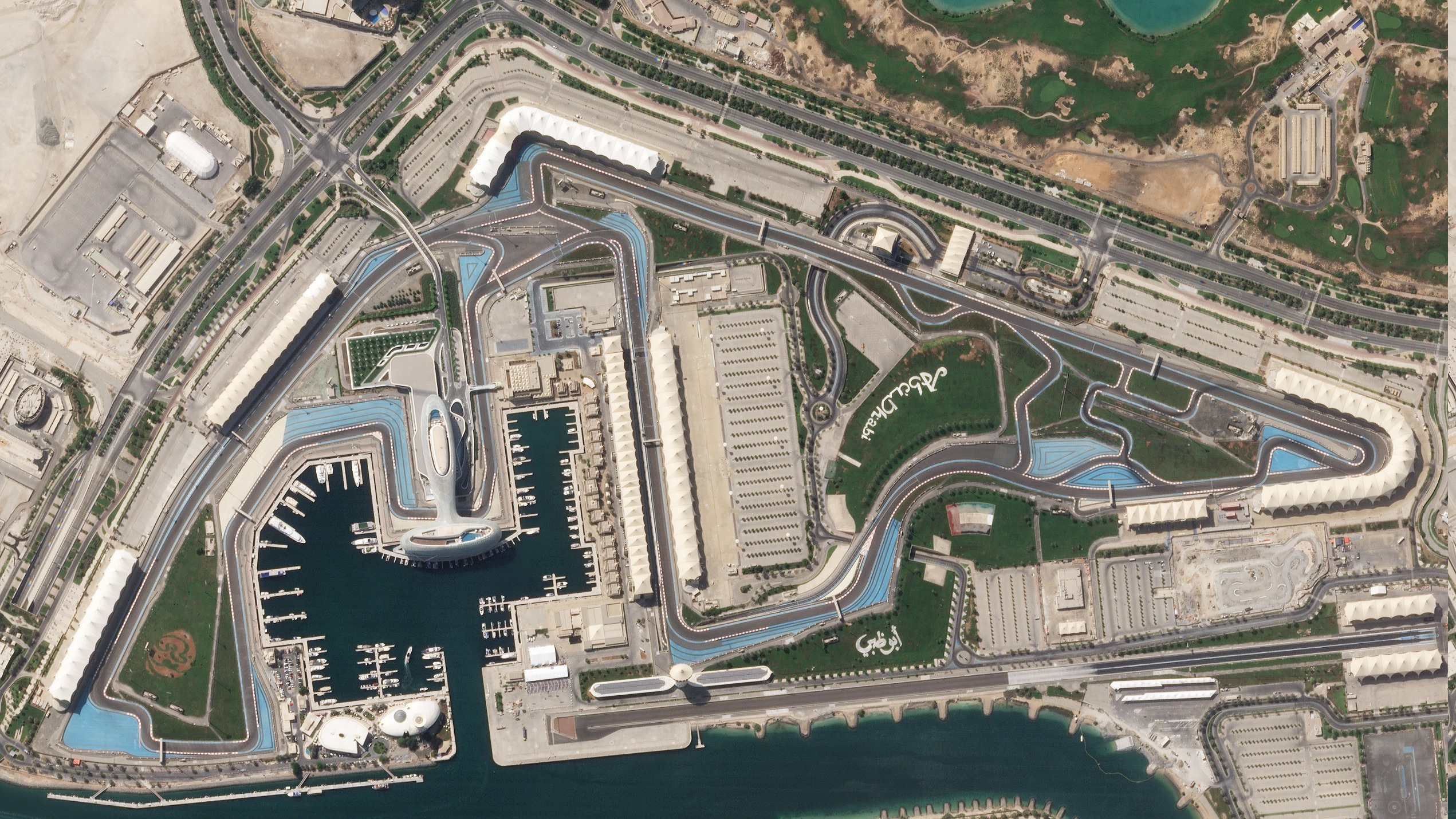
A pálya műholdképe 2018-ban.

### Kinézet
A pálya a Yas-szigeten helyezkedik el, Abu-dzabi partjainál. A kikötő mellett és a Yas Hotel Abu Dhabi alatt kanyarog. Mikor a projekt létrejött, mellette több kiszolgáló épület, szálloda, strand, vidámpark és csúszdapark is létesült, valamint sok fát és természetes gyepet ültettek.
Összesen öt lelátó található az aszfaltcsík körül, melyek mindegyike fedett, ezzel is egyedülálló. További különlegessége, hogy a bokszutca kivezetése a versenypálya első kanyarjának alatt halad el. A főépület mögött a csapatoknak saját szállása van. Ezenkívül a modern pályákon megtalálható alap létesítmények is elhelyezésre kerültek, köztük a Media Center, a pályakórház és a VIP-torony.
Adatok:
- Terület – 161,9 hektár
- Hossz – 5,281 km
- Leghosszabb egyenes – 1, 14 km
- Szintemelkedés – 10,7 m
- Ülőhelyek száma – 60 000

### Építkezés
Az pályát a Cebarco-WCT WLL fővállalkozó építette az Aldar Properties fejlesztővel kötött szerződés alapján. Több más területről is érkeztek cégek, külön például a szerkezeti elemek, talajmunkálatok és speciális feladatok elvégzésére. Mivel éjszakai versenyt rendeznek a több száz reflektort a Musco Lighting biztosította. A Yas Marina Circuit a világ leghosszabb mesterségesen kivilágított versenypálya, megelőzve a katari Losail International Circuit-et. A felület egy Greywacke nevű, szürke, földes kőzetből áll, amit az angliai Shropshire-ben található Bayston Hill kőbányából szállítottak át. Több versenyző és pályafőnök is elismerően beszélt erről, mivel nagyon erős gumiabroncs tapadást biztosít. Érdekesség, hogy ugyanezt az adalékanyagot használták fel a Bahrain International Circuit építésekor is.
2009. október 7-én végleges engedélyt kapott Formula–1 világbajnoki futamok rendezésére. Elsőként egy teszt keretein belül, a brazil Bruno Senna hajtott fel rá. 2013-ban a GP3 is elsőként látogatott el a helyszínre.

### Fogadtatás
A 2009-es abu-dzabi nagydíj első edzései után vegyes értékelést kapott a pilótáktól. Nico Rosberg minden kanyarját "egyedinek" nevezte, a kétszeres világbajnok Fernando Alonso pedig "élvezetesnek" titulálta, mert mindig volt mit csinálnia az autójában körözve. Negatív véleményt fogalmazott meg Giancarlo Fisichella, aki "nehéznek és veszélyesnek" találta a pálya alatt átmenő, kanyargós bokszkijáratot. Kimi Räikkönen nyíltan kimondta, hogy: "Az első néhány kanyar jó, de a többi undorító".
Az évek alatt több kritikát is kapott a rajongóktól és a szakértőktől egyaránt, mondván, hogy az itt tartott versenyek nagy része unalmas. A 2017-es nagydíj után a tervező, Hermann Tilke azt nyilatkozta, hogy fontolgatják a változtatásokat. 2021 júniusában Saif Al Noaimi, az Abu Dhabi Motorsports Management megbízott vezérigazgatója elmondta, hogy jóváhagyták az elrendezés módosításait és megkezdődött az átépítés. Ennek értelmében a 4–5–6-os sikán részt egyetlen visszafordító váltja fel, a 11-es és a 14-es kanyarok közötti részt megszüntették és egy döntött hajtűt építettek be. A kikötőrészen található szögletes kanyarok ívét jobban kiszélesítették és lekerekítették, hogy nagyobb sebesség és több előzési lehetőség legyen. A 2021-es futam már az újabb nyomvonalon valósul meg.

## Vonalvezetések
A pályán több, eltérő vonalvezetést is ki lehet alakítani.
| Időszak   | Név                                    | Kép       |
| --------- | -------------------------------------- | --------- |
| 2009–2021 | Grand Prix Circuit                     |           |
| 2009–2021 | Északi és déli körpálya                |           |
| 2019      | Ralikrossz-világbajnokság vonalvezetés |           |
| 2009–     | Yas Marina Corkscrew Circuit           | Forrás:   |
| 2021–     | Grand Prix Circuit New Layout          | Abu-Dzabi |